# Dukong (Tanjung Pandan)
Dukong is een bestuurslaag in het regentschap Belitung van de provincie Bangka-Belitung, Indonesië. Dukong telt 3860 inwoners (volkstelling 2010).